# Подільський голос (1928)
Подільський голос (1928—1930) — політичний народний двотижневик, газета-спадкоємниця «Подільського голосу» та «Подільського слова» австрійського періоду в історії Тернополя. Видавав доктор Степан Баран. Міжвоєнний «Подільський голос» був єдиною україномовною газетою на Західному Поділлі. За обсягом — 4 або 6 сторінок. У 1928 році вийшло 4 номери, у 1929 — 24, 1930 — 17.
Редакція прагнула охоплювати всі сторони життя українського народу. стояти насторожі його національно-політичних та економічних інтересів у межах Польської держави, сприяти розвиткові національної свідомості та організації політичного життя українців.
Редакція видання працювала у будівлі Українського банку на вулиці Міцкевича.
Примірники всіх газет є у фондах Львівської національної бібліотеки та біблоітеці ЛНУ.